# 나를 깊이 묻어주오
"나를 깊이 묻어주오"는 한국에서 제작된 강찬우 감독의 1964년 영화이다. 강신성일 등이 주연으로 출연하였고 강영화 등이 제작에 참여하였다.

## 출연

### 주연
- 신성일
- 엄앵란
- 장훈

## 기타
- 조명: 최상동
- 미술: 원제래